# Basketbal op de Goodwill Games 1986
Basketbal is een van de sporten die beoefend werden tijdens de Goodwill Games 1986 in Moskou.

## Mannen
Het toernooi voor de mannen viel tegelijk met het Wereldkampioenschap basketbal mannen 1986 in Madrid. De eindstand van dat Wereldkampioenschap is ook de eindstand van de Goodwill Games.

## Eindklassering
| #      | Land             |
| ------ | ---------------- |
| Goud   | Verenigde Staten |
| Zilver | Sovjet-Unie      |
| Brons  | Joegoslavië      |
| 4      | Brazilië         |
| 5      | Spanje           |
| 6      | Italië           |
| 7      | Israël           |
| 8      | Canada           |
| 9      | China            |
| 10     | Griekenland      |
| 11     | Cuba             |
| 12     | Argentinië       |

## Vrouwen

### Toernooi
| Datum   | Land             | Score | Land              |
| ------- | ---------------- | ----- | ----------------- |
| 5 juli  | Verenigde Staten | 72-53 | Joegoslavië       |
| 5 juli  | Brazilië         | 91-84 | Bulgarije         |
| 5 juli  | Sovjet-Unie      | 74-61 | Tsjecho-Slowakije |
| 6 juli  | Bulgarije        | 79-52 | Tsjecho-Slowakije |
| 6 juli  | Verenigde Staten | 91-70 | Brazilië          |
| 6 juli  | Sovjet-Unie      | 63-52 | Joegoslavië       |
| 7 juli  | Brazilië         | 79-65 | Joegoslavië       |
| 7 juli  | Verenigde Staten | 78-70 | Tsjecho-Slowakije |
| 7 juli  | Sovjet-Unie      | 82-56 | Bulgarije         |
| 9 juli  | Joegoslavië      | 65-61 | Tsjecho-Slowakije |
| 9 juli  | Verenigde Staten | 67-68 | Bulgarije         |
| 9 juli  | Sovjet-Unie      | 77-72 | Brazilië          |
| 10 juli | Bulgarije        | 67-58 | Joegoslavië       |
| 10 juli | Brazilië         | 87-66 | Tsjecho-Slowakije |
| 10 juli | Verenigde Staten | 83-60 | Sovjet-Unie       |

| Eindstand |                   |             |             |             |            |            |            |        |
| #         | Land              | Wedstrijden | Wedstrijden | Wedstrijden | Doelpunten | Doelpunten | Doelpunten | Punten |
| #         | Land              | G           | W           | V           | V          | T          | Saldo      | Punten |
| Goud      | Verenigde Staten  | 5           | 5           | 0           | 391        | 311        | 80         | 10     |
| Zilver    | Sovjet-Unie       | 5           | 4           | 1           | 356        | 324        | 32         | 9      |
| Brons     | Brazilië          | 5           | 3           | 2           | 399        | 383        | 16         | 8      |
| 4         | Bulgarije         | 5           | 2           | 3           | 344        | 350        | -6         | 7      |
| 5         | Joegoslavië       | 5           | 1           | 4           | 293        | 342        | -49        | 6      |
| 6         | Tsjecho-Slowakije | 5           | 0           | 5           | 310        | 383        | -73        | 5      |

### Eindrangschikking
| Goud | Zilver | Brons |
| Verenigde Staten Cynthia Cooper Anne Donovan Kamie Ethridge Fran Harris Cheryl Miller Suzie McConnell Cynthia Brown Clarissa Davis Teresa Edwards Jennifer Gillom Katrina McClain Teresa Weatherspoon     | Sovjet-Unie Tatjana Belasjapka Irina Gerlits Larisa Koeriksja Uļjana Semjonova Jelena Tornikidoe Olga Jakovleva Olesja Barel Olga Boerjakina Galina Koedrevatova Ljoedmyla Moeravjeva Ramunė Šidlauskaitė Vitalija Tuomaitė | Brazilië Maria Bertolotti Paula DaSilva Nadia Delima Vania DeSouza Hortencia Marcari Marta Sobral Vania Teixeira Mirlei DaSilva Suzette DaSilva Ruth DeSouza Anna Krabbenborg Neusa Ribeiro                       |
| 4 | 5 | 6 |
| Bulgarije Silvia Dragomirova Petkana Makaveyeva Yevladiya Slavchova Marianna Tchobanova Christina Uzunova Sonia Germanova Marianna Ivanova Larisa Sashova Madlen Staneva Polina Tzekova Krasimira Bannova | Joegoslavië Andreja Nikolic Olivera Krivokapic Zorana Radovic Polona Dornik Slavica Pecikoza Bojana Milosevic Stojna Vangelovska Jelica Komnenovic Zeljana Listes Sladzana Golic Razija Mujanovic Tima Imsirovic            | Tsjecho-Slowakije Anna Janoshtinova Irena Goldova Irena Lednicka Gana Zarevucka Alica Kovachova Zdenka Latalova Svatava Kisilkova Eva Kalujakova Zuzana Gaikova Gabriella Benkoova Erika Dobrovichova Irma Valova |

## Medaillespiegel
| Plaats | Land             | NOC    | Goud | Zilver | Brons | Totaal |
| ------ | ---------------- | ------ | ---- | ------ | ----- | ------ |
| 1      | Verenigde Staten | USA    | 2    | 0      | 0     | 2      |
| 2      | Sovjet-Unie      | URS    | 0    | 2      | 0     | 2      |
| 3      | Joegoslavië      | YUG    | 0    | 0      | 1     | 1      |
| 3      | Brazilië         | BRA    | 0    | 0      | 1     | 1      |
| Totaal | Totaal           | Totaal | 2    | 2      | 2     | 6      |

Moskou 1986 · Seattle 1990 · Sint-Petersburg 1994 · New York 1998 · Brisbane 2001 · Phoenix 2005